# 남기다밴드
남기다밴드는 대한민국의 3인조 인디 포크 밴드로, 2012년 제주도에서 결성됐다. 구성원은 리더이며 보컬이자 기타리스트인 류준영, 드러머이자 퍼커션 연주자인 홍창기, 비올리스트인 조경래이다. 주로 제주도에서 활동하고 있다.
남기다밴드는 2014년 디지털 싱글 〈길에 남기다〉로 데뷔했다.

## 구성원
- 류준영 (1989년 6월 28일 출생) - 리더, 보컬, 기타
- 홍창기 - 드럼, 퍼커션
- 조경래 - 비올라

## 음반 목록

### 디지털 싱글
"길에 남기다"
| #            | 제목            | 작사         | 작곡         | 재생 시간 |
| ------------ | --------------- | ------------ | ------------ | --------- |
| 1.           | 〈길에 남기다〉 | 류준영       | 류준영       | 4:28      |
| 총 재생 시간 | 총 재생 시간    | 총 재생 시간 | 총 재생 시간 | 4:28      |

"너를 남기다"
| #            | 제목            | 작사         | 작곡         | 재생 시간 |
| ------------ | --------------- | ------------ | ------------ | --------- |
| 1.           | 〈너를 남기다〉 | 류준영       | 류준영       | 4:28      |
| 총 재생 시간 | 총 재생 시간    | 총 재생 시간 | 총 재생 시간 | 3:44      |